# اصلاح قانون کیفری (جرایم مربوط به حمل‌ونقل)
قانونی برای اصلاح قانون کیفری (جرایم مربوط به حمل‌ونقل) و اصلاحات متعاقب آن در سایر قوانین (به انگلیسی: An Act to amend the Criminal Code (offences relating to conveyances) and to make consequential amendments to other Acts) که با نام لایحه C-46 نیز شناخته می‌شود، قانونی تصویب شده در پارلمان کانادا است که توسط وزیر دادگستری جودی ویلسون-ریبولد در سال ۲۰۱۷ همراه با قانون شاهدانه به مجلس عوام ارائه شد. این قانون اختیارات پلیس در حوزهٔ رانندگی تحت تأثیر را افزایش می‌دهد. این قانون به پلیس اجازه می‌دهد تا بدون داشتن دلیل بتواند از هر راننده‌ای که می‌خواهد تست الکل (غربالگری الکل) بگیرد. این قانون همچنین مجازات اشد در رابطه با رانندگی تحت تأثیر را در قانون کیفری کانادا افزایش می‌دهد.

## مفاد
این قانون وجود مواد مخدر در خون شخص در هنگام رانندگی را جرم‌انگاری می‌کند، میزان مجاز مواد در خون در مقررات توسط فرماندار در شورا تعیین می‌شود. اگر یک افسر پلیس به راننده‌ای مشکوک شود که تحت تأثیر مواد رانندگی کرده، این اختیار را دارد که از شخص مورد نظر نمونه‌برداری کند. این قانون علاوه بر این به افسران اجازه می‌دهد که از یک فرد بخواهند تست تنفسی (برای الکل) بدهد، حتی اگر آن شخص مشکوک نباشد.
این قانون همچنین مجازات جرایم مربوط به رانندگی تحت تأثیر را افزایش می‌دهد. حداکثر مجازات برای جرایمی که منجر به آسیب بدنی شوند، از ۱۰ سال به ۱۴ سال و جرایم منجر به مرگ از ۱۴ سال به حبس ابد افزایش می‌یابد. مجازات رانندگی خطرناک، توقف نکردن پس از تصادف و فرار از دست افسر پلیس نیز از ۵ سال به حداکثر ۱۰ سال افزایش یافت.

## بازخورد
مفاد این قانون موضوع بحث‌های زیادی در جامعه حقوقی کانادا بوده است. راب دی لوکا از انجمن آزادی‌های مدنی کانادا در تورنتو استار استدلال کرد که این تغییر «یک تغییر اساسی و دردسرساز در سیستم حقوقی ما خواهد بود [...] [و در آن] پیش‌فرض بی‌گناهی با فرض گناهکار بودن افراد جایگزین می‌شود». کاترین پنتز از کانون وکلای کانادا استدلال کرد که این قانون بخش ۸ منشور حقوق و آزادی‌های کانادا را نقض می‌کند. سناتور سرژ جویال نیز گفت که این قانون بخش ۹ و ۱۰ (ب) این منشور را نقض می‌کند. در طرف دیگر بحث، این صحبت مطرح شده که این تغییرْ ضروری، معقول و بر اساس قانون اساسی است. از جمله حامیان این قانون می‌توان به محققین حقوقی پیتر هاگ و مارک گلد اشاره کرد. کمیسر حریم خصوصی کانادا اعلام کرد که این قانون «توازن مناسب را از منظر حفظ حریم خصوصی ایجاد می‌کند» و دولت «دلایل معقولی برای ضرورت و تناسب» غربالگری اجباری ارائه کرده است. در میان عموم مردم، طبق نظرسنجی نانو ریسرچ، ۴۴ درصد از پاسخ دهندگان از غربالگری اجباری الکل حمایت می‌کنند، در حالی که ۵۵ درصد مخالف آن هستند.
سناتور موری سینکلر و رنه دوپویس این نگرانی را مطرح کردند که این اقدام باعث بدتر شدن پیش‌داوری نژادی می‌شود. سینکلر استفاده از دوربین‌های نصب شده بر روی بدن و ثبت سوابق توسط افسران را به منظور نظارت بهتر بر رفتار پلیس پیشنهاد کرد. جودی ویلسون-ریبولد در پاسخ به نگرانی‌ها اظهار داشت که این اقدام «مسئولیت مجریان قانون برای تضمین اجرای عادلانه و برابر قانون را تغییر نمی‌دهد». یکی از مقامات وزارت دادگستری خاطرنشان کرد که وزیر دادگستری باید سه سال پس از تصویب این قانون گزارشی در مورد موفقیت‌آمیز بودن این قانون تهیه کند و پیشنهاد کرد تا از طریق آموزش پلیس، پیش‌داوری نژادی کاهش یابد.
همچنین نگرانی‌هایی در رابطه با اثربخشی روش‌های غربالگری مواد مخدر و تأثیرات منفی احتمالی این عمل بر مصرف‌کنندگان ماری‌جوانای پزشکی مطرح شده است. افرادی که این نگرانی‌ها را مطرح کردند می‌گویند تی‌اچ‌سی تا چند روز بعد از استفاده در بدن افراد باقی می‌ماند و همین موضوع می‌تواند باعث دستگیری افرادی شود که تحت تأثیر موادی نیستند. جودی ویلسون-ریبولد استدلال کرد که الزام افسران پلیس به مشکوک شدن، قبل از غربالگری یا تست، به عنوان «حفاظ ذاتی برای جلوگیری از متهم شدن رانندگانی که در واقع تحت تأثیر مواد نیستند» عمل می‌کند، و اینکه روش‌های غربالگری «با رویکرد اتخاذ شده در سایر حوزه‌های قضایی مطابقت دارد». منتقدان نیز استدلال کرده‌اند که بوی ماری‌جوانا در یک وسیله نقلیه می‌تواند منجر به مشکوک شدن یک افسر شود، صرف‌نظر از اینکه راننده از آن استفاده کرده است یا نه؛ بنابراین این الزام نیز بی‌اثر می‌شود.
سرژ جویال همچنین این نگرانی را مطرح کرده که این اقدام چالش‌ها و پیچیدگی‌های بیشتری را در دادگاه ایجاد می‌کند و تأثیری در کاهش دعاوی حقوقی ندارد.